# Baikalsko, Pernik
Baikalsko (în bulgară Байкалско) este un sat în comuna Radomir, regiunea Pernik,  Bulgaria. 

## Demografie
Componența etnică a satului Baikalsko
     Bulgari (98,38%)
     Nicio identificare (1,61%)
     Altele (0%)
La recensământul din 2011, populația satului Baikalsko era de 62 locuitori. Din punct de vedere etnic, majoritatea locuitorilor (98,38%) erau bulgari. Pentru 1,61% din locuitori nu este cunoscută apartenența etnică.